# Первомайська ЗОШ І - ІІІ ступенів
У 1959 році ЦК КПРС і Рада Міністрів СРСР прийняли спільну постанову про будівництво цукрового заводу на півдні Миколаївської області біля села Засілля. Будівництво заводу передбачало створення селища для цукроварів із необхідною інфраструктурою серед яких школа на 480 місць.
У 1962 році була відкрита початкова школа, завідувачкою якої призначили вчителя початкових класів Другалю Валентину Микитівну. Класні кімнати були розміщені у різних будівлях. Але і вони через рік не могли забезпечити бажаючих батьків вчити дітей за місцем роботи. Через рік у початковій школі навчалось понад 100 учнів. Поряд із завідувачкою вчителями були Осіпова Клавдія Микитівна, Михальова Любов Федотівна, Михайлова Валентина Гаврилівна, Лакутіна Євдокія Гнатівна та Зенцова Тамара Іванівна.
Спогади Другалі Валентини Микитівни
У серпні 1962 р  я відкривала школу на Заводі. Приміщення як такого не було і адміністрація Засільського цукрового заводу виділила будиночок і пару кімнат в 4-х поверховому гуртожитку. Відразу ж зробили ремонт цих приміщень: побілили, пофарбували. Ні парт, ні столів, ні класних дощок не було. Зав РОНО Трофімішін дозволив мені об’їхати школи, що знаходилися поряд і зайві меблі забрати. Адміністрація заводу дуже мені допомагала в цьому.
Виділяли машину і я звозила старі, поламані парти, столи. Виділили столярів і вони все відремонтували, пофарбували. На роботу в цю школу були призначені Осипова К.М., Михайлова Л.Ф.
І яка це була радість для робітників заводу та їхніх дітей! 31 серпня було відкриття Засільської школи, на якому була присутня адміністрація заводу, робітники, учні. Прислали нам і фотокореспондента. Статті та знімки були в газетах «Південна правда», «Учительська газета». Працювати мені було дуже легко: маленький дружний колектив вчителів, дуже хороший шкільний батьківський комітет і прості, дружні, працьовиті діти.
Учнів було дуже багато. Було вже два паралельних 1-х класи. Дуже багато було російських дітей і батьки вимагали, щоб школа була російськомовною. Приїхав зав. ВОНО Михальчишин і дозволив мені зробити такий експеримент: один перший клас навчається російською мовою, а другий клас – українською.
У 1962 році було розпочато будівництво за типовим проектом Засільської (з 1984 Первомайської) середньої школи. На завершальному етапі, коли необхідно було займатися придбанням обладнанням для класних кімнат та кабінетів на посаду директора майбутньої школи було призначено молодого, енергійного керівника школи, яка була розташована у селі Засілля за 2 кілометри від селища – Зубовича Павла Адамовича.
Офіційно Засільська школа була прийнята державною комісією 31 грудня 1964 року. Заняття в школі розпочалися 15 січня 1965 року. 15 класних кімнат, 2 майстерні, їдальня на сто посадкових місць, роздягальня були до послуг учнів та вчителів школи.
Сьогодні Первомайська ЗОШ І-ІІІ ступенів є одним з передових загальноосвітніх навчальних закладів Жовтневого району.